# Stefano Braschi
Stefano Braschi (Barberino di Mugello, 6 juni 1957) is een voormalig voetbalscheidsrechter uit Italië. Hij maakte zijn debuut in de Serie A op 6 december 1992 in de wedstrijd Sampdoria–Atalanta (2–3). Braschi leidde in 2000 de finale van de UEFA Champions League tussen Real Madrid en Valencia CF (3–0) in het Stade de France in Saint-Denis. In hetzelfde jaar was hij ook actief op het WK voor clubteams. In 2003 werd Braschi geschorst door de Italiaans voetbalbond omdat hij voorzitter was geworden van de voetbalclub AC Siena, een jaar na zijn afscheid van het internationale toneel.

## Interlands
| Datum      | Wedstrijd             | Uitslag | Competitie        | Kreeg geel | Kreeg voor de tweede keer geel en dus rood | Weggestuurd |
| ---------- | --------------------- | ------- | ----------------- | ---------- | ------------------------------------------ | ----------- |
| 26-02-1997 | Israël – Duitsland    | 0 – 1   | Vriendschappelijk | 5          | 0                                          | 0           |
| 01-06-1997 | Malta – Schotland     | 2 – 3   | Vriendschappelijk | 3          | 0                                          | 1           |
| 06-09-1997 | Zwitserland – Finland | 1 – 2   | WK-kwalificatie   | 3          | 0                                          | 0           |
| 04-06-1999 | Polen – Bulgarije     | 2 – 0   | EK-kwalificatie   | 2          | 0                                          | 0           |
| 29-03-2000 | België – Nederland    | 2 – 2   | Vriendschappelijk | 5          | 0                                          | 0           |
| 03-06-2000 | Malta – Engeland      | 1 – 2   | Vriendschappelijk | 2          | 0                                          | 0           |
| 07-10-2000 | Engeland – Duitsland  | 0 – 1   | WK-kwalificatie   | 3          | 0                                          | 0           |
| 15-08-2001 | Ecuador – Argentinië  | 0 – 2   | WK-kwalificatie   | 4          | 0                                          | 1           |
| 05-09-2001 | Turkije – Zweden      | 1 – 2   | WK-kwalificatie   | 2          | 0                                          | 0           |
| 10-11-2001 | Oekraïne – Duitsland  | 1 – 1   | WK-kwalificatie   | 2          | 0                                          | 0           |